# Annette Focks
Annette Focks, née à Thuine (Basse-Saxe) le 28 août 1964, est une musicienne et compositrice de musique de film allemande.

## Filmographie partielle

### Au cinéma
- 2006 : Quatre Minutes de Chris Kraus
- 2009 : John Rabe, le juste de Nankin de Florian Gallenberger
- 2010 : Poll de Chris Kraus
- 2011 : Qui, à part nous de Andres Veiel
- 2011 : Trois quarts de lune de Christian Zübert
- 2013 : Un train de nuit pour Lisbonne de Bille August
- 2014 : Stille hjerte de Bille August
- 2016 : Coup de foudre par SMS de Karoline Herfurth
- 2017 : The Lost Soldier (The Chinese Widow) de Bille August
- 2017 : 55 Steps de Bille August
- 2017 : L'Ordre divin ou Les Conquérantes (Die göttliche Ordnung) de Petra Volpe
- 2019 : Rocca verändert die Welt (de)
- 2021 : Karlchen - Das große Geburtstagsabenteuer (Best Birthday Ever) de Michael Ekblad
- 2022 : Wunderschön (de)
- 2022 : Ein Sommer am Gardasee
- 2022 : Jagdsaison (de) d'Aron Lehmann

### À la télévision
- 2008 : Le Grincheux
- 2012 : Sans raison aucune
- 2019 : Inga Lindström (de)  (série télévisée)
- 2019 : Totgeschwiegen (de)
- 2019 : Zeit der Geheimnisse (de)  (mini-série télévisée)
- 2020 : Le Prix de la paix de Petra Volpe (mini-série télévisée)
- 2021 : Sugarlove  (téléfilm)
- 2022 : Der Bozen Krimi  (série télévisée)

## Distinctions
- 2010 : Festival international du film de Rome : Prix Politeama de Catanzaro pour Poll
- 2022 : 72e cérémonie du Deutscher Filmpreis : meilleure musique pour Wunderschön (de)